# Saint-Trinit
Saint-Trinit is een gemeente in het Franse departement Vaucluse (regio Provence-Alpes-Côte d'Azur) en telt 99 inwoners (1999). De plaats maakt deel uit van het arrondissement Carpentras.

## Geografie
De oppervlakte van Saint-Trinit bedraagt 17,2 km², de bevolkingsdichtheid is 5,8 inwoners per km².
De onderstaande kaart toont de ligging van Saint-Trinit met de belangrijkste infrastructuur en aangrenzende gemeenten.

## Demografie
Onderstaande figuur toont het verloop van het inwonertal (bron: INSEE-tellingen).